# Bangladeschische Fußballnationalmannschaft der Frauen
Die bangladeschische Frauenfußballnationalmannschaft ist eine Auswahlmannschaft der Bangladesh Football Federation, die das Land Bangladesch auf internationaler Ebene bei Frauen-Länderspielen vertritt. Die Mannschaft nimmt an der Südasienmeisterschaft teil. 2026 wird Bangladesch erstmals an der Endrunde der Asienmeisterschaft teilnehmen. Eine Qualifikation für die Weltmeisterschaft gelang bisher noch nicht. Derzeitiger Trainer ist der Engländer Peter Butler.

## Geschichte
Ihr erstes Spiel absolvierte die Mannschaft bei den Südasienspielen 2010, die in Bangladesch stattfanden. Im Spiel gegen Nepal am 29. Januar 2010 verlor die Mannschaft mit 0:1. Durch zwei Siege gegen Sri Lanka und Pakistan erreichte man jedoch trotz der Niederlage gegen Indien den dritten Platz in der Gruppe und somit die Bronzemedaille. Bei der Südasienmeisterschaft im gleichen Jahr konnte man sich nach Siegen gegen Sri Lanka und Bhutan und einer erneuten Niederlage gegen Indien als Gruppenzweiter für das Halbfinale qualifizieren, unterlag dort jedoch gegen Nepal. Bei der Südasienmeisterschaft 2012 verpasste Bangladesch nach einem Sieg gegen Bhutan und Niederlagen gegen Indien und Sri Lanka das Halbfinale.
Bei der Qualifikation zur Fußball-Asienmeisterschaft 2014 war Bangladesch nicht erfolgreich, da die Spiele gegen Thailand, den Iran und die Philippinen verloren wurden. Nach Siegen gegen Afghanistan und die Malediven und einer Niederlage gegen Indien erreichte Bangladesch jedoch bei der Südasienmeisterschaft 2014 erneut das Halbfinale, schied dort allerdings gegen Nepal aus. Bangladesch nahm auch an den Südasienspielen 2016 teil und erlangte dort nach Siegen gegen Sri Lanka und die Malediven sowie Niederlagen gegen Nepal und Indien Bronze. Bei der Südasienmeisterschaft 2016 erreichte die Mannschaft nach einem Sieg gegen Afghanistan und einem Unentschieden gegen Indien erneut das Halbfinale und konnte sich dort mit einem Sieg gegen die Malediven für das Finale qualifizieren. Das Finale wurde allerdings mit 3:1 gegen Indien verloren. Auch bei der Südasienmeisterschaft 2019 erreichte das Team nach einem Sieg gegen Bhutan und einer Niederlage gegen Nepal das Halbfinale, unterlag dort allerdings gegen Indien.
Bei der Qualifikation zur Fußball-Asienmeisterschaft 2022 verlor Bangladesch gegen Jordanien und den Iran und konnte sich somit nicht qualifizieren. Jedoch konnte sich die Mannschaft bei der Südasienmeisterschaft 2022 nach Siegen gegen die Malediven, Pakistan und Indien für das Halbfinale qualifizieren. Dort siegte man  gegen Bhutan und gewann auch das Finale gegen Nepal mit 3:1.

## Turniere

### Olympische Spiele
- 1996 bis 2008: Nicht teilgenommen
- 2012 bis 2020: Nicht qualifiziert
- 2024: Nicht teilgenommen

### Weltmeisterschaft
- 1991 bis 2011: Nicht teilgenommen
- 2015: Nicht qualifiziert
- 2019: Nicht teilgenommen
- 2023: Nicht qualifiziert

### Asienmeisterschaft
- 1975 bis 2010: Nicht teilgenommen
- 2014: Nicht qualifiziert
- 2018: Nicht teilgenommen
- 2022: Nicht qualifiziert
- 2026: Qualifiziert

### Südasienmeisterschaft
- 2010: Halbfinale
- 2012: Gruppenphase
- 2014: Halbfinale
- 2016: Finale
- 2019: Halbfinale
- 2022: Sieger

### Asienspiele
- 1990 bis 2018: Nicht teilgenommen
- 2022: Gruppenphase